# Anne Durupty
Anne Durupty, née en 1954, est une administratrice civile hors classe qui a fait l'essentiel de sa carrière dans le monde de l'audiovisuel, notamment au Centre national du cinéma, au CSA. et à Arte.

## Biographie
Née en 1954, Anne Durupty, est titulaire d’une licence d’histoire et d’un DEA de droit public. C'est une ancienne élève de l’ENA (promotion Jean Monnet) dont elle sort en 1990.
À sa sortie de l'ENA, elle intègre le Secrétariat général du Gouvernement, en tant qu'adjointe puis chef du département des affaires économiques et financières et de la tutelle du service public au service juridique et technique de l'information (SJTI). De 1994 à 1996, elle travaille  à France 3 où elle est administratrice générale de l'antenne puis adjointe de l'unité magazines. En 1996, elle devient directrice de cabinet d'Hervé Bourges, président du Conseil supérieur de l'audiovisuel (CSA). Puis de 1997 à 2001, directrice générale de ce même CSA. 
De 2001 à 2003, elle effectue un passage par le privé. Elle est consultante associée au sein de l'entreprise de conseil International Media Consultants Associés (IMCA). En 2004, Anne Durupty est chargée d'un groupe de travail sur les relations entre la télévision et la filière musicale, dans le cadre d'une mission confiée par le ministère de la Culture à Véronique Cayla. Elle devient une proche de celle-ci. En 2005, elle est nommée directrice adjointe du Centre national du cinéma (CNC) sous la présidence de Véronique Cayla. En 2011, elle la suit au sein de la chaîne Arte, comme directrice générale.
En janvier 2014, elle se porte candidate à la succession de Jean-Luc Hees, à la tête de Radio-France. « J’ai beaucoup de plaisir et d’intérêt dans mes fonctions à Arte et apprécie autant sa mission culturelle que sa nature franco-allemande. Mais, à ce stade de ma vie professionnelle, la présidence de Radio France représenterait une nouvelle et passionnante étape, que je souhaite tenter » déclare-t-elle aux salariés d'Arte pour expliquer cette candidature. C'est Mathieu Gallet qui est retenu, Anne Durupty ayant été considérée comme un de ses principaux rivaux.
Anne Durupty est reconduite, le 16 octobre 2015, au poste de directrice générale d'Arte France pour un second mandat d'une durée de 5 ans, par le Conseil de surveillance de la chaine réuni sous la présidence de Bernard-Henri Lévy. Elle devient également vice-présidente du Comité de gérance d'Arte GEIE à compter du 1er janvier 2016.
Depuis 2013, Anne Durupty est membre du jury du prix franco-allemand des secteurs culturels et créatifs, créé cette année-là par les ministères de l'Économie français et allemand à l'occasion du 50e anniversaire du traité de l'Élysée, dans le but de promouvoir la coopération entre les entreprises françaises et allemandes dans le domaine culturel.